# Turka (huyện)
Huyện Turka (tiếng Ukraina: Турківський район, chuyển tự: Turkas’kyi raion) là một huyện của tỉnh Lviv thuộc Ukraina. Huyện Turka có diện tích 1193 km², dân số theo điều tra dân số ngày 5 tháng 12 năm 2001 là 54769 người với mật độ 46 người/km2. Trung tâm huyện nằm ở Turka.